# Termitorioxa
Termitorioxa este un gen de muște din familia Tephritidae.

Cladograma conform Catalogue of Life:
| Termitorioxa | \| \| Termitorioxa acanthoneurides \| \| \| \| \| \| Termitorioxa bicalcaratus \| \| \| \| \| \| Termitorioxa cobourgensis \| \| \| \| \| \| Termitorioxa exleyae \| \| \| \| \| \| Termitorioxa flava \| \| \| \| \| \| Termitorioxa inconnexa \| \| \| \| \| \| Termitorioxa laurae \| \| \| \| \| \| Termitorioxa meritoria \| \| \| \| \| \| Termitorioxa termitoxena \| \| \| \| \| \| Termitorioxa testacea \| \| \| \| \| \| Termitorioxa timorensis \| \| \| \| |
|              | \| \| Termitorioxa acanthoneurides \| \| \| \| \| \| Termitorioxa bicalcaratus \| \| \| \| \| \| Termitorioxa cobourgensis \| \| \| \| \| \| Termitorioxa exleyae \| \| \| \| \| \| Termitorioxa flava \| \| \| \| \| \| Termitorioxa inconnexa \| \| \| \| \| \| Termitorioxa laurae \| \| \| \| \| \| Termitorioxa meritoria \| \| \| \| \| \| Termitorioxa termitoxena \| \| \| \| \| \| Termitorioxa testacea \| \| \| \| \| \| Termitorioxa timorensis \| \| \| \| |
|              | Termitorioxa acanthoneurides |
|              | |
|              | Termitorioxa bicalcaratus |
|              | |
|              | Termitorioxa cobourgensis |
|              | |
|              | Termitorioxa exleyae |
|              | |
|              | Termitorioxa flava |
|              | |
|              | Termitorioxa inconnexa |
|              | |
|              | Termitorioxa laurae |
|              | |
|              | Termitorioxa meritoria |
|              | |
|              | Termitorioxa termitoxena |
|              | |
|              | Termitorioxa testacea |
|              | |
|              | Termitorioxa timorensis |
|              | |